# José Balari y Jovany
José Balari y Jovany (Barcelona, 11 de noviembre de 1844-Barcelona, 1 de julio de 1904) fue un filólogo, helenista, historiador y taquígrafo español.

## Biografía
Nacido el 11 de noviembre de 1844 en Barcelona, estudió las carreras de Filosofía y Letras y de Derecho en la Universidad de Barcelona. Aprendió además las lenguas griega, árabe y latina, así como la francesa, inglesa, italiana y rusa, que llegó a dominar a la perfección. Balari formaba parte y se relacionaba activamente con los círculos filológicos europeos más avanzados del momento. Fue también un experto en taquigrafía, junto con su amigo el doctor Pere Garriga i Marill.
En 1872 fue nombrado por oposición profesor de taquigrafía del Instituto de Barcelona, cátedra en la que fue el más activo propagador del sistema taquigráfico Garriga. En 1881, también por oposición, logró la cátedra de Lengua y Literatura griegas en la Universidad de Barcelona, cargo del que tomó posesión el 24 de febrero de dicho año.
El doctor Balari introdujo en Cataluña el método de Georg Curtius en la enseñanza del griego. Dotado de una excelente habilidad para la enseñanza, consiguió formar una verdadera escuela de discípulos que mantuvieron la tradición filológica clásica en España, veinte de los cuales ocuparon en su tiempo cátedras de lenguas clásicas en varias universidades e institutos españoles.
En el Archivo de la Corona de Aragón de Barcelona hizo pacientes investigaciones, consiguiendo reunir un inmenso capital de noticias históricas y filológicas sobre Cataluña y su lengua, tarea de la cual surgió la obra Orígenes históricos de Cataluña, la cual recibió en 1897 el premio Martorell, consistente en la cantidad de 20 000 pesetas. En esta obra, publicada en 1899, verdadero monumento erigido sobre la historia de Cataluña, y que revela en su autor una vasta y sólida erudición, estudia la civilización catalana durante la Reconquista, su organización social y política, la toponimia y los apellidos catalanes, bajo sus aspectos históricos y etimológicos. De hecho, Balari fue el principal historiador catalán del movimiento etimologista europeo, que buscaba reconstruir los momentos más antiguos de la historia de las naciones.
El entusiasmo ardiente y efusivo por la ciencia filológica y por la lengua catalana fue una característica permanente del doctor Balari. A la causa de esta ciencia y esta lengua consagró toda su vida. En lo referente a la lengua catalana, tenía reservados gran número de materiales para la publicación de una gramática y un diccionario. Formó parte de varias academias literarias y científicas, siendo presidente de la Academia de Buenas Letras de Barcelona (de 1893 a 1901), de la corporación taquigráfica del sistema Garriga y de los Juegos Florales de 1894.
Falleció el 1 de julio de 1904 en Barcelona, ciudad en la que tiene dedicada una calle.
La Biblioteca de Reserva de la Universitat de Barcelona conserva un centenar de obras que formaron parte de la biblioteca personal de Balari,  y varios ejemplos de las marcas de propiedad que identificaron sus libros a lo largo de su vida.

## Obra

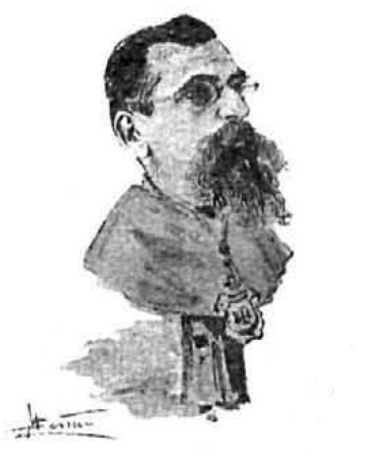
Balari y Jovany en la revista Barcelona Cómica (1894).

Uno de los objetivos más ambiciosos que se marcó como etimologista fue el intento de establecer con precisión los diversos grupos étnicos que en la Alta Edad Media se mezclaron y formaron la nueva nación catalana. El método que utilizó fue el estudio de los nombres personales que habían quedado escritos en los documentos altomedievales, pero esta investigación no acabó de cuajar. Tampoco funcionó la misma investigación pero con los topónimos, los nombres de lugar.
Sin embargo, esta intensa actividad le proporcionó un profundo conocimiento de los contenidos del Archivo de la Corona de Aragón, que le permitió marcarse nuevos objetivos de estudio, a la vez que poco a poco fue abandonando el método hipotético-deductivo típico del positivismo para adoptar explícitamente el estudio de los datos sin condicionantes previos propio del empirismo. De hecho, fue después de este momento de transición que escribió Orígenes históricos de Cataluña, fruto tanto de la acumulación de conocimientos de la primera época como de las aportaciones puntuales de la segunda.

### Orígenes históricos de Cataluña
Esta magna obra publicada en Barcelona en 1899 está estructurada en 4 grandes partes: "Geografía", "Reconquista", "Feudalismo" y "Civilización". La primera está dedicada tanto al presuntuoso método positivista como a su anhelo para documentar la identidad catalana, que también nació en la Alta Edad Media como el resto de naciones de la península ibérica (a excepción de la vasca). La segunda es un profundo y exitoso análisis del complejo proceso de reconquista catalana-cristiana a partir de la documentación existente sobre los hechos históricos de despoblamiento y de repoblación, en vez de las erróneas conclusiones a que llegaban algunos historiadores a partir de las narraciones de las guerras con los sarracenos. La tercera parte, en cambio, es un estudio superficial sobre las instituciones consuetudinarias y jurídicas altomedievales, que quedó pronto desfasado por los trabajos de Eduardo de Hinojosa. Finalmente, en la última parte Balari demostró sus conocimientos sobre la vida cotidiana medieval, la economía, la institución familiar y la cultura.

### Lista de obras
- La Engadina y'l ladin que alli's parla (Barcelona, 1874)
- Historia de la taquigrafía de los griegos y romanos (Barcelona, 1875)
- Crítica de la Estenografía española, según los principios de Guillermo Stolze (1877)
- Algunas consideraciones sobre la formación del romance castellano (1881)
- Discurso sobre la historia de la Taquigrafía española (1883)
- Etimologías catalanas (1885)[2]
- Etimología, significación y uso sintáctico de la palabra (inédita)
- El arte de descifrar, derivado de la Taquigrafía Garriga (Barcelona, 1887)
- Influencia de la dominación romana en Cataluña comprobada por la orografía (1888)[2]
- Estudio filológico histórico comparativo (1888)
- Sentències morals per Jadufa, juhen de Barcelona (1889)
- Regles de bona criança en lo menjar, beure i servir á taula, tretes de Lo Terç del Crestià, del P. M. Fra Francesch Eximenis (1889)
- Estudio etimológico comparativo (1889)
- Poesía fósil (1890)
- Estudios etimológicos (1890)
- Discurs llegit en la festa dels Jochs Florals de l'any 1891
- Intensivos o superlativos de la lengua catalana (1895)
- Orígenes históricos de Cataluña (1899)[2]
- Historia de la Universidad de Barcelona (1901)
- Historia de la Real Academia de Ciencias y Artes de Barcelona (1902)